# 南京市第二十八中学
南京市第二十八中学是南京市一所普通高中，建成于1931年。
2001年4月，该校被评为南京市重点高中。2002年10月，被划为白下区并且得到扩建。